# Logement social
 (mai 2024).
Un logement social est un logement destiné, à la suite d'une initiative publique ou privée, à des personnes qui ont des difficultés à se loger le plus souvent pour des raisons financières. L'expression sert aussi à désigner le secteur économique constitué par ce marché immobilier et les politiques d'économie sociale qui président à son administration.
En Europe, le logement passe par diverses traditions et des histoires nationales qui toutes visent à l'encadrement des loyers et à plus ou moins d'extension du logement social. Contrairement aux termes « public housing » aux États-Unis, council homes (en) en Grande-Bretagne ou habitation à loyer modéré en France, le terme sozialwohnung (de) en Allemagne ne réfère pas au statut public ou privé du propriétaire. Plus de 90 % des Sozialwohnungen ont été construits par des investisseurs privés, brouillant la frontière entre public et privé qui structure les représentations et les usages du logement social dans d’autres pays.
Le secteur du logement social reste quantitativement minoritaire à la fin du XXe siècle : environ un tiers du parc total aux Pays-Bas, un quart en Suède, 20 % en Grande-Bretagne et 18 % en France, mais à peine 10 % en Allemagne, 5 % en Italie et au Portugal, moins de 2 % en Espagne, pratiquement rien en Grèce.

## En Europe
Début 2019, alors que la démographie européenne a globalement continué à croître, selon la fédération européenne des bailleurs sociaux (Housing Europe), la Banque mondiale, la Commission européenne, la crainte d'un manque de logements abordables, décents (et peu énergivore) pour tous reste unanimement partagée. Selon la fédération, « 300 milliards d'euros, le plan d'investissement dont nous manquons pour traiter véritablement la question du logement abordable ».

### En Allemagne
Selon l'association allemande des bailleurs sociaux et promoteurs immobiliers (2019), après la réunification ce sont près d'un demi-million d'appartements allemands qui ont été démolis, que les bailleurs sociaux n'ont pas reconstruits. Ceci a alimenté la spéculation immobilière, exacerbée par la pénurie de logements urbains. Ces effets ont été partiellement limités par des allocations données aux locataires du parc privé, et localement par l'encadrement des loyers. Puis la Constitution a été modifiée pour que les États fédérés puissent directement participer à la construction. 80 000 logements sociaux/an nouveaux est l'objectif pour 2019-21, appuyé par 4,5 milliard d'euros de subventions sur trois ans attribués aux Länder. L’État peut vendre aux communes du foncier à prix normal et ces permis de construire sont délivrés plus vite.

### Au Royaume-Uni
Selon la Feantsa (Fédération européenne d'organisations luttant contre le sans-abrisme) la période Thatcher, a suscité une vague de « privatisation forcée » du secteur HLM, notamment à Londres. Là, « la grande partie de ces propriétaires sont des investisseurs, qui louent ces biens aux offices HLM aux prix du marché privé », regrette début 2019 James Murry, adjoint londonien au logement auprès du maire Sadiq Khan. Londres a lancé un plan « Building council home for Londoners » doté de 5,4 milliards d'euros visant 116.000 nouveaux logements sociaux entre 2019 et 2022.

### En France

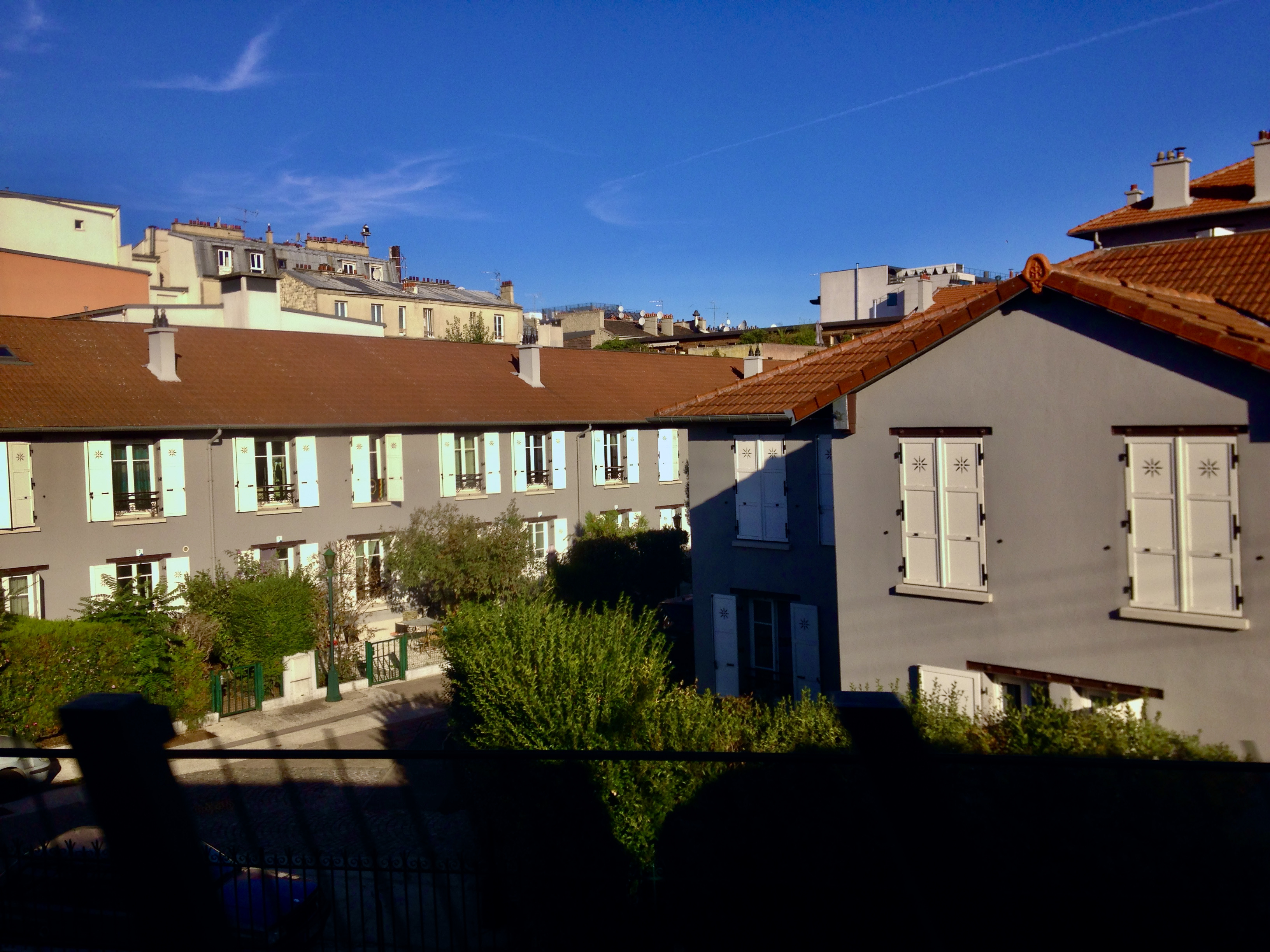
Groupe de la Ruche (1892-1896), des maisons ouvrières à La Plaine Saint-Denis (Seine-Saint-Denis), par Georges Guyon, architecte français fondateur pour le logement social.

Napoléon III est à l'origine de la construction des premiers logements sociaux. Dès 1852, un fonds de dotation de 10 millions est affecté à la distribution de subventions à l'industrie privée. La cité Napoléon 58-60 rue Rochechouart à Paris semble être la préférence des ouvriers pour les aménagements qui respectent au mieux l'indépendance et l'autonomie de la famille.
Le logement social entre 1890-1934 est un événement fondateur dans un contexte économique et social avec les grandes lignes des lois sur les Habitations à bon marché (HBM) : en 1894 la loi Siegfried (Jules Siegfried), en 1906 la loi Strauss (Paul Strauss), en 1908 la loi Ribot (Alexandre Ribot) ou encore en 1912 la loi Bonnevay (Laurent Bonnevay).
Jules Siegfried, Émile Cheysson et Léon Say sont les cofondateurs du CEDIAS-Musée social avec le comte Aldebert de Chambrun, qui y consacra sa fortune.
Émile Cacheux, sociologue, ingénieur des Arts et Manufactures, est membre du CEDIAS-Musée social.
Jules Siegfried, Georges Picot, Émile Cheysson et Jean-Baptiste André Godin, personnages importants et militants fervents du logement social, ont obtenu que des constructions « témoins » à taille réelle soient exposées sur l'esplanade des Invalides. Les mots « économie » et « social » ont attendu la fin du XIXe siècle pour s'unir enfin, comme l'atteste le succès des habitations ouvrières, section XI à l'Exposition universelle de Paris en 1889.
Georges Eugène Haussmann et Georges Guyon parmi les premiers - intègrent à leurs constructions un nouveau cahier des charges : tout logement doit pouvoir être aéré et recevoir la lumière naturelle, même les logements sociaux.
En France, la politique du logement social date du milieu du XXe siècle, avec notamment la loi sur la limitation des loyers dès 1948 et la loi sur les habitations à loyer modéré (HLM) l'année suivante, en 1949.
La législation a peu à peu intégré des objectifs de taux de logements sociaux puis de mixité sociale.
Une Commission nationale de l'aménagement, de l'urbanisme et du foncier (CNAUF), présidée par Thierry Repentin, délégué interministériel à la mixité sociale dans l'habitat, doit veiller à ce que le prix du foncier ne soit pas dissuasif et à ce que la mixité dans l'habitat soit au moins conforme à la loi relative à la solidarité et au renouvellement urbains (SRU) sur l'ensemble du territoire (en particulier, l'article 55 de cette loi précise où le parc social locatif doit représenter au moins 20 % ou 25 % du nombre total de résidences principales).
Après une phase de grands projets qui ont souvent conduit à de grands quartiers d'habitat sociologiquement déséquilibrés uniquement consacrés au locatif social, la politique de la ville a peu à peu cherché à (ré)insérer dans ces quartiers « des commerces, une activité économique, mais également à faire venir de la propriété privée par des dispositions permettant de désenclaver le quartier ». En 2015, quinze ans après le vote de la SRU, selon la CNAUF, « 450 000 logements ont été réalisés sur des communes dont certaines étaient réticentes, il y a quinze ans, pour accueillir du logement social. (…), sur les 1 022 communes déficitaires sur la période 2011-2013 ; 615 ont atteint ou dépassé leurs objectifs », mais « 387 affichaient un retard par rapport à leurs objectifs. Sur ces 387 collectivités, l'État a qualifié 222 d'entre elles comme faisant l'objet d'une situation de carence » ; dans ces cas communes l'État dispose de quelques moyens de limiter la spéculation foncière et il peut imposer des sanctions financières plus élevées (et qui pourraient encore être renforcées par le projet de loi Égalité et Citoyenneté)[Passage à actualiser], et même se substituer aux maires pour créer du logement social. Depuis la loi du 13 janvier 2013, à certaines conditions, le patrimoine commun de l'État peut être vendu (anciennes casernes par exemple) à un prix inférieur à celui du marché pour construire du logement social. À titre d'exemple un terrain parisien (4 rue de Lille, 7e) a pu être vendu le 26 juin 2015 avec un taux de décote de 77 %. De 2013 à 2015, les décotes ainsi permises ont représenté l'équivalent de presque 27 millions d'euros. Dans quelques cas, la décote pourrait être de 100 %, permettant aux bailleurs sociaux de construire sur un terrain qu'ils n'auront pas à acheter. En 2018, « près d'un ménage sur six » bénéficie d'un logement dit social, mais le ministère de la Cohésion des territoires note une diminution de la construction de logements sociaux en 2018, confirmée début 2019.

### Données statistiques
L'importance du logement social est très variable selon les pays.
| Pays        | Nombre de logements sociaux pour 1 000 habitants |
| ----------- | ------------------------------------------------ |
| Pays-Bas    | 147                                              |
| Autriche    | 102                                              |
| Danemark    | 102                                              |
| Suède       | 95                                               |
| Royaume-Uni | 85                                               |
| France      | 70                                               |
| Belgique    | 27                                               |
| Allemagne   | 27                                               |
| Italie      | 18                                               |
| Espagne     | 3                                                |